# Люлько, Людмила Александровна
Людмила Александровна Люлько (10 июля 1923, Бобринец, Одесская губерния — 25 октября 1967, Ленинград) — советская актриса театра и кино. Заслуженная артистка РСФСР (1957).

## Биография
Родилась 10 июля 1923 года в городе Бобринец в семье матери, которая являлась бухгалтером и отца, который являлся военнослужащим.
В начале 1930-х годов семья переехала в Москву. С 1931 года Люлько начала обучаться в средней школе. После того, как родителей девочки не стало, она была отдана на воспитание в город Астрахань в Астраханский детский дом № 4, в котором находилась до 1940 году.
Интересоваться театральной деятельностью начала с детства. Когда её мать была жива, она посещала драмкружок, в который брала Л. Люлько с собой. Также во времена школьной учёбы она посещала самодеятельный театр, который находился в самом учебном заведении. В нём Люлько впервые сыграла Красную Шапочку в одной из постановок.
После получения аттестата о среднем образовании, перебралась обратно в Москву и подала документы на актёрский факультет Театрального училища имени М. С. Щепкина, в котором была принята на курс И. Я. Судакова. После окончания училища в 1945 году, Люлько получила приглашение от художественного руководителя Ленинградского театра Комедии Н. П. Акимова вступить в его труппу, что Люлько собственно и сделала. В ближайшее время она стала одной из ведущих актрис театра, а также стала плотно занятой в репертуарах. Люлько успела сыграть множество театральных ролей, также параллельно снималась в кино.
Скончалась 25 октября 1967 года на 45-м году жизни по причине онкологии в Ленинграде. Похоронена на Песочинском кладбище.

## Семья
Муж — Леонидов, Леонид Ефимович (настоящая фамилия Шапиро; 27 марта 1927 — 30 апреля 1996); сын — Максим.

## Фильмография
- 1955 — Два капитана — подруга Кати
- 1956 — Медовый месяц — приезжая из главка
- 1961 — Водил поезда машинист — Ольга Ручьёва
- 1963 — Каин XVlll — женщина-генерал
- 1964 — Криницы — Марина Остаповна

## Звания и награды
- Заслуженная артистка РСФСР (1957)[1].

## Оценочные мнения и критика
- Со слов киноведа Алексея Тремасова, ни одно её появление на экране не достигло уровня театральных работ[1]. Также киновед подметил, что исключение составила лишь эпизодическая роль женщины-генерала в режиссёрской работе Надежды Кошеверовой «Каин XVlll», сыгранной Люлько в интересной и эксцентрической манере[1].